# Agustín Bravo Riesgo
Agustín Bravo Riesco, mejor que Riesgo (Calzada de Valdunciel, Salamanca, 1895-1962) fue un sacerdote español, traductor y catedrático de lengua y literatura en enseñanzas medias de la primera mitad del siglo XX.

## Biografía
Provenía de una larga familia de eruditos y eclesiásticos, de la que podemos mencionar por ejemplo al historiador Román Bravo Riesco (1865-1942), también sacerdote, o al bibliógrafo Fulgencio Riesco Bravo (1881-1966), o el paleógrafo Ángel Riesco Terrero. 
Agustín, hombre muy culto aunque algo extravagante, de prodigiosa memoria, quizá eidética, se licenció en Filosofía y Letras y se ordenó sacerdote en 1920. En 1926 fue profesor en el Instituto Benito Pérez Galdós de Las Palmas de Gran Canaria (más tarde lo sería del de Ciudad Rodrigo, en la época en que fue nombrado comisario regio, y desde 1929 del de Cáceres). Se doctoró en 1927 en la universidad de Salamanca con el estudio y traducción de cuatro comedias del latino Tito Maccio Plauto (Memoria doctoral. Mostellaria, Persa, Asinaria, Stichus. Salamanca, Establecimiento tipográfico de Calatrava, 1927). Más tarde su sobrino José Román Bravo Díaz, egregio latinista, completó la traducción de las comedias plautinas.
Como ya se ha dicho, fue catedrático de lengua y literatura del instituto de Cáceres, en cuyo hotel Álvarez mantuvo una tertulia junto con el también sacerdote Casimiro García García y otros, y colaboró además en la revista cacereña quincenal Cristal, cuyo primer número corresponde al 1 de noviembre de 1935 y en la que también participaban José Ibarrola, Miguel Ángel Ortí Belmonte, Antonio Hernández Gil, Pedro Lumbreras Valiente, etc. Mereció además los elogios de Miguel de Unamuno. Adscrito al bando franquista, publicó obras en defensa del mismo, como Estampas vivas de una España inmortal (Salamanca, 1937) y algunos folletos. También tradujo Flores de San Bernardo de la Lamentación de la Virgen María.

## Obras
- Memoria doctoral. Mostellaria, Persa, Asinaria, Stichus. Salamanca, Establecimiento tipográfico de Calatrava, 1927. Se reimprimieron, menos la "Asinaria", en Plauto-Terencio. Teatro Latino, Madrid: Edaf, 1971.
- Exaltación patriótica y apertura del curso académico 1936-37 [Cáceres]: [s.n., s. a., pero 1937] (Tip. Editorial Extremadura)
- El gran remedio: con la Virgen y por la Virgen, Salamanca: Calatrava, 1931, y [Cáceres]: [s.n.], 1958.
- Estampas vivas de una España inmortal Salamanca: Establecimiento Tipográfico de Calatrava, 1937. Hay segunda parte con el título Estampas vivas de una España inmortal: segunda serie, Salamanca: [s. n.], [1938] (Imp. Comercial Salmantina)
- Flores de San Bernardo de la Lamentación de la Virgen María.